# Underwoodisaurus
Underwoodisaurus is een geslacht van hagedissen die behoren tot de gekko's en de familie Carphodactylidae.

## Naam en indeling
De wetenschappelijke naam van de groep werd voor het eerst voorgesteld door Heinz Wermuth in 1965. De dikstaartschorsgekko werd eerder aan andere geslachten toegekend, namelijk Phyllurus, Gymnodactylus, Cyrtodactylus en Nephrurus. Lange tijd was het geslacht monotypisch en werd vertegenwoordigd door slechts een enkele soort, totdat in 2011 de tweede soort Underwoodisaurus seorsus werd beschreven.
De geslachtsnaam is een eerbetoon aan de Britse herpetoloog Garth Underwood (1919 – 2002).

## Uiterlijke kenmerken
De hagedissen bereiken een lichaamslengte van ongeveer tien centimeter exclusief de staart. De staart heeft een blad-achtige vorm, een zeer brede basis en een langwerpig, spits uiteinde. De poten zijn lang en dun, de vingers en tenen echter zijn vrij kort en dragen zowel klauwtjes als kleine hechtlamellen.
De kop en de ogen zijn relatief groot, de ogen hebben een verticale pupil. De lichaamskleur is roze tot bruin met rijen witte vlekjes die in dwarsbanden over het lichaam gelegen zijn, de staart is gebandeerd. De staart kan worden afgeworpen en als deze is aangegroeid is de staart dikker, stomper aan het uiteinde en voorzien van vlekjes.

## Verspreiding en habitat
De gekko's komen endemisch voor in delen van Australië en leven in de staten New South Wales, Noordelijk Territorium, Queensland, Victoria, West-Australië en Zuid-Australië. De habitat bestaat uit droge savannen, rotsige omgevingen, tropische en subtropische bossen en gematigde bossen, scrublands en graslanden. Ook in door de mens aangepaste streken zoals stedelijke gebieden kunnen de hagedissen worden gevonden.

## Beschermingsstatus
Door de internationale natuurbeschermingsorganisatie IUCN is aan beide soorten een beschermingsstatus toegewezen. De hagedissen worden beschouwd als 'veilig' (Least Concern of LC).

## Soorten
Het geslacht omvat de volgende soorten, met de auteur en het verspreidingsgebied.
| Naam                                          | Auteur                      | Verspreidingsgebied                                                                                       |
| --------------------------------------------- | --------------------------- | --- |
| Dikstaartschorsgekko (Underwoodisaurus milii) | Bory de Saint-Vincent, 1823 | Australië (New South Wales, Noordelijk Territorium, Queensland, Victoria, West-Australië, Zuid-Australië) |
| Underwoodisaurus seorsus                      | Oughty & Oliver, 2011       | Australië (West-Australië)                                                                                |